# Личная жизнь Деда Мороза
«Личная жизнь Деда Мороза» (латыш. Salavecīša personiskā dzīve) — телевизионный художественный фильм, снятый на Рижской киностудии в 1982 году.

## Сюжет
Рассказ о новогодних приключениях «среднего» актёра Роберта, подрабатывающего на детских ёлках в роли Деда Мороза. Встречаясь с людьми, преданными искусству, Роберт убеждается, что для актёра не должно быть маленьких ролей…
Начинается фильм с того, что у Роберта глохнет его видавший виды «Москвич-403», за что его намерен оштрафовать дежуривший на перекрёстке инспектор ГАИ. Однако недоверие инспектора роду деятельности первого и личная изобретательность актёра срывают процедуру оформления штрафа.
В театре Роберта поджидает ещё один неприятный сюрприз — его многолетняя спутница Самита, игравшая на «ёлках» Снегурочку, беременна, в результате чего он вынужден срочно искать другую актрису. Но сделать это оказывается не так просто, тем более, что главный режиссёр театра рвёт и мечет по вопросам постановки «Гамлета» и детского спектакля «Мышиная полянка».
Кроме этого, у Роберта проблемы в семье — из-за его постоянной занятости, а также занятости его супруги, он практически не видится с сыном, при этом достаёт все необходимые в хозяйстве товары — от хлеба, молока и мяса до детских сапожек.
Внезапно судьба готовит Роберту целую череду сюрпризов — он находит новую исполнительницу роли Снегурочки в лице уборщицы Элизабеты (причём имя он узнаёт абсолютно случайно, так как часто свой «Москвич» ласково называет Лизонькой), ему предлагают сыграть роль Деда Мороза на утреннике в автосервисе, а также утверждают на роль Гамлета в театре.
«Ёлки» с участием Лизы проходят буквально на «ура», особенно с большим успехом проходит «ёлка» в автосервисе, где друг друга подменяют по принципу «ты — мне, я — тебе» Роберт и автомеханик Янко. В результате дети довольны, а «Москвич» Роберта снова на ходу, при этом никто не заметил подмены.
Элизабета тоже удивляет Роберта — она дарит ему (как выясняется позже — возвращает ранее утерянный) старый томик «Гамлета» (Роберт узнаёт его по пометкам на страницах), а также делится своими детскими воспоминаниями, связанными с ним.
Во время одной из поездок к своему знакомому — театральному актёру Микелису — Роберт внезапно узнаёт, что тот позвал его на новоселье под предлогом «ёлки» только ради того, чтобы высказать всё, что о нём думает. Тем более, вместо детей были деятели культуры и искусств. Роберт расстроен и вынужден покинуть квартиру Микелиса. Уже в машине он признаётся Лизе о подмене в автосервисе, но та ничего и слышать не хочет.
После скандала с Микелисом, Роберт приходит в уже закрытый театр, где его встречает главный режиссёр и они вместе репетируют «Гамлета».
Через некоторое время в театре проходит успешная премьера «Гамлета». Роберт становится главным любимцем труппы, а механик Янко даже знакомит его со своей супругой и дарит комплект деталей.
Завершается фильм видом «Москвича» Роберта на фоне одной из улиц Риги.

## В ролях
- Гедиминас Гирдвайнис — Роберт Силиньшс, актёр-«Дед Мороз», по совместительству — кондитер
- Регина Девите — Элизабета, уборщица в театре, впоследствии — актриса-«Снегурочка»
- Антанас Габренас — режиссёр
- Лилита Озолиня — Ольга Карповна, представитель комиссии по культуре
- Мирдза Мартинсоне — жена Роберта, театральный критик
- Гирт Яковлев — Микелис, актёр театра
- Светлана Блесс — буфетчица
- Аквелина Ливмане — Самита, беременная актриса
- Арийс Гейкинс — Антон Тышла, профессор-биолог
- Вилнис Бекерис — Бронислав Адольфович, директор автосервиса
- Улдис Пуцитис — вахтер в театре
- Леонс Криванс — регулировщик на перекрёстке
- Янис Сканис — Янко, механик из автосервиса

## Съёмочная группа
- Авторы сценария: Андрис Якубанс, Андрис Розенбергс
- Режиссёр-постановщик: Андрис Розенбергс
- Оператор-постановщик: Янис Мурниекс
- Художник-постановщик: Виктор Шильдкнехт
- Композитор: Юрис Карлсонс